# Ruczajnik pospolity
Ruczajnik pospolity (Agabus bipustulatus) – gatunek wodnego chrząszcza z rodziny pływakowatych (Dytiscidae). 
Osiąga 7–9 mm długości. Całe jego ciało jest jednolicie czarne. Ma słabo pokryte szczecinkami pływnymi, tylne odnóża. Dymorfizm płciowy jest słabo zaznaczony. 
Ruczajnik pospolity to gatunek palearktyczny. Występuje pospolicie i licznie w wodach różnego typu. Najczęściej spotykany jest w zarośniętych wodach stojących, nawet bardzo zanieczyszczonych, niekiedy w wodach płynących. 
Agabus bipustulatus jest drapieżnikiem, poluje na larwy komarów, jętek i widelnic, niekiedy na małe owady np. wioślaki (Corixidae).
Owad ten dość szybko się rozmnaża. Larwy polują głównie na larwy widelnic i inne małe zwierzęta żyjące w strefie przydennej. Przepoczwarczają się na brzegu. Zimują owady dorosłe.